# Államcsőd
Az államcsőd  ha egy szuverén állam kormánya elmulasztja vagy megtagadja adósságának esedékes visszafizetését. A csőd és fizetésképtelenség kifejezéseket ebben az összefüggésben felcserélhetően használják.

## Az államcsőd okai
Az államcsőd történetileg három okra vezethető vissza:
- fizetésképtelenség /túltartozások
- amikor az új kormány visszautasítja az őt megelőző kormány okozta államadósságok kifizetését
- összeomlás /az állam hanyatlása

## Fizetésképtelenség
Ha egy állam, gazdasági okokból kifolyólag fizetésképtelenné válik, nem képes többé törleszteni adósságait, pénzbeli kötelezettségeit sem tudja teljesíteni államcsőddel áll szemben. Egy állam akkor is bejelenthet fizetésképtelenséget, ha tartozásainak/kiadásainak csak egy részét képes fedezni.
A leggyakoribb okok a következők: 
- egy veszteség, háború vagy
- hosszabb idejű rossz vezetés (kormány)/rossz irányítás

A fizetésképtelenség okozta államcsőd a történelem során akkor következett be, amikor egy állam több pénzt költött mint amennyi a bevétele volt.
A költésvetési egyensúlyt ilyen esetekben külföldi tőke behozatalával egyenlítették ki.

## Az állam hanyatlása
Ez a fajta államcsőd a II. világháború utáni időkben volt jellemző. A háború miatt elszegényedett országok fizetésképtelenné váltak.

## Hatásai
Egyaránt kedvezőtlen hatást gyakorol a befektetőkre, a gazdaságra és a polgárokra is. Az ország valutája elértéktelenedik, melynek következményeként az infláció jelentősen megnövekszik, a munkanélküliség megugrik, a közalkalmazottaknak az állam nem tud fizetni, a szociális kiadásokat nem tudja fedezni.

## Magyarországon
Magyarország a Habsburg Birodalommal együtt 1796-ban, 1802-ben, 1805-ben, 1811-ben került csődbe. Az Osztrák–Magyar Monarchia 1868-ban és 1916-ban, majd a király nélküli alkotmányos magyar királyság 1932-ben és 1941-ben került újra államcsődbe. A dátumok láthatóan nagy háborúkhoz és nemzetközi nagy gazdasági válságokhoz köthetők.
Az elmúlt évtizedekben 1982-ben, 1990-ben és 1994-ben a fizetésképtelenségtől csak hajszálnyira volt az ország.

## Államcsődöt átélt országok
A gazdaságtörténet tele van az államcsőd eseteivel. 1824 és 2009 között 110 államban legalább 286 hivatalos csőd volt. Nem teljes lista:

### 19. század
- Ausztria: 1811 [2] - Ausztria kormánya államcsődöt jelentett a koalíciós háborúkból származó adósságok miatt.
- Franciaország: 1812 - a napóleoni háborúk alatti magas hadikiadások miatt.
- Dánia: 1813 -  Dánia-Norvégia már nem tudta teljesíteni kötelezettségeit az Angliával vívott hosszan tartó, a koalíciós háborúkkal is összefüggő háború miatt.
- USA: 1837 [3] - Több amerikai állam fizetésképtelenné vált gazdasági okok miatt.
- Oszmán Birodalom: 1875 - A Birodalom fizetésképtelenné vált a növekvő államadósság és a belső korrupció, az oszmán adósságválság miatt.
- Görögország: 1893 [4] - A hitelfelvétel az egekbe szökött, Görögország fő exportterméke, a mazsola és a bor árának csökkenése az adóbevételek csökkenéséhez, költségvetési hiányhoz és végül államcsődhöz vezetett.

### 20. század
- Oroszország: 1918 - Az októberi forradalom után az új kommunista állam nem volt hajlandó elismerni vagy kifizetni a cári birodalom régi adósságait.
- Németország: 1932, 1939 [5]
  - 1923 - az első világháború késői következményeként. A hiperinfláció a német gazdaság és bankrendszer részleges összeomlásához vezetett. [6][7]
  - 1948 - Először a nyugati (NSZK) , majd a keleti zónában (NDK) került sor valutareformra.
- Oroszország: 1998 - orosz gazdasági válság
- Ukrajna: 1998-2000 [8]

### 21. század
- Argentína: 2002-2005 (→ argentin válság), 2014
- Izland: 2008 - Izland államosította a három legnagyobb bankot. Ezt követően a kormány megtagadta e bankok kötelezettségeinek teljesítését. Ez gyakorlatilag államcsődhöz vezetett.[9]
- Belize: 2012 [10] -  Az ország súlyosan eladósodott. Előzőleg 2003-ban hagyta abba az államadósság kamatfizetését, miután hurrikán pusztított az országban.
- Görögország: 2015 [11] - A görög pénzügyi válság egy költségvetési és államadósság-válság, amely 2010 óta alakult ki. A válság oka az ország fiskális politikája volt, amely pénzügyileg nem volt fenntartható.
- Ukrajna: 2015 [12]
- Venezuela: 2017 [13]
- Libanon: 2020 [14]
- Srí Lanka: 2022 [15]

## Országonként
Az alábbi lista az országok államcsődjeit, valamint adósság-átstrukturálását mutatja: 

### Európa
- Albánia (1990)
- Németország (1932, 1939, 1948)
  - Hessen (1814)
  - Poroszország (1683, 1807, 1813)
  - Schleswig-Holstein (1850)
  - Vesztfália (1812)
- Anglia (1340, 1472, 1596)
- Ausztria-Magyarország (1796, 1802, 1805, 1811, 1816, 1868)
- Ausztria (1938, 1940, 1945)
- Bulgária (1990)
- Horvátország (1993-1996)
- Dánia (1813)
- Spanyolország (1557, 1575, 1596, 1607, 1627, 1647, 1809, 1820, 1831, 1834, 1851, 1867, 1872, 1882, 1936-1939)
- Franciaország (1558, 1624, 1648, 1661, 1701, 1715, 1770, 1788, 1797 , 1812)
- Görögország (1826, 1843, 1860, 1893, 1932, 1983, 2015)
- Magyarország (1932, 1941)
- Hollandia (1814)
- Lengyelország (1936, 1940, 1981)
- Portugália (1560, 1828, 1837, 1841, 1845, 1852, 1890)
- Románia (1933, 1982, 1986)
- Egyesült Királyság (1749, 1822, 1834, 1888-89, 1932)
- Oroszország (1839, 1885, 1918, 1947, 1957, 1991, 1998, 2022 [17])
- Svédország (1812)
- Törökország (1876, 1915, 1931, 1940, 1978, 1982)
- Ukrajna (1998-2000, 2015)
- Jugoszlávia (1983)